# Цветаевский (приток Белой)
Цветаевский — пересыхающаяся река в Ишимбайском и Гафурийском районах Башкортостана. Впадала возле Новотроевки в старицу Белой. Крупных притоков нет.
Речная система: Цветаевский → Белая → Кама → Волга.
Высота истока около 322,4 м.
На выходе из лесного массива Цветаевский образована запруда Далее течёт по безлесной местности. Близлежащие селения: Базиково, Буруновка. Не доходя до старицы Белой возле Новотроевки пересыхает.